# فهرست دیدارهای والیبال ایران و ژاپن
تیم ملی ایران و تیم ملی ژاپن تاکنون ۴۹ بار در مقابل یکدیگر قرار گرفته‌اند. حاصل این دیدارها، ۲۲
برد برای ایران و ۲۷ برد برای ژاپن می‌باشد.

## اولین بازی
اولین بازی بین این دو تیم در تاریخ ۳۰ مه در شهر توکیو در بازی‌های آسیایی ۱۹۵۸ برگزار شد که با نتیجه سه بر صفر به سود ژاپن به پایان رسید.

## فهرست کلی بازیها
| #                            | تیم   | نتیجه بازی | تیم  | عنوان مسابقات               |
| ---------------------------- | ----- | ---------- | ---- | --------------------------- |
| ۱                            | ایران | ۰–۳        | ژاپن | بازی‌های آسیایی ۱۹۵۸         |
| ۲                            | ایران | ۰–۳        | ژاپن | بازی‌های آسیایی ۱۹۶۶         |
| ۳                            | ایران | ۰–۳        | ژاپن | بازی‌های آسیایی ۱۹۶۶         |
| ۴                            | ایران | ۰–۳        | ژاپن | بازی‌های آسیایی ۱۹۷۰         |
| ۵                            | ایران | ۰–۳        | ژاپن | بازی‌های آسیایی ۱۹۷۴         |
| ۶                            | ایران | ۰–۳        | ژاپن | قهرمانی آسیا ۱۹۹۳           |
| ۷                            | ایران | ۰–۳        | ژاپن | انتخابی قهرمانی جهان ۱۹۹۴   |
| ۸                            | ایران | ۰–۳        | ژاپن | قهرمانی آسیا ۱۹۹۵           |
| ۹                            | ایران | ۰–۳        | ژاپن | قهرمانی آسیا ۱۹۹۷           |
| ۱۰                           | ایران | ۱–۳        | ژاپن | قهرمانی آسیا ۱۹۹۹           |
| ۱۱                           | ایران | ۲–۳        | ژاپن | قهرمانی آسیا ۲۰۰۱           |
| ۱۲                           | ایران | ۳–۱        | ژاپن | قهرمانی آسیا ۲۰۰۳           |
| ۱۳                           | ایران | ۳–۲        | ژاپن | انتخابی بازی‌های المپیک ۲۰۰۴ |
| ۱۴                           | ایران | ۳–۲        | ژاپن | قهرمانی آسیا ۲۰۰۵           |
| ۱۵                           | ایران | ۲–۳        | ژاپن | بازی‌های آسیایی ۲۰۰۶         |
| ۱۶                           | ایران | ۰–۳        | ژاپن | قهرمانی آسیا ۲۰۰۷           |
| ۱۷                           | ایران | ۱–۳        | ژاپن | انتخابی بازی‌های المپیک ۲۰۰۸ |
| ۱۸                           | ایران | ۳–۱        | ژاپن | کاپ آسیا ۲۰۰۸               |
| ۱۹                           | ایران | ۱–۳        | ژاپن | انتخابی قهرمانی جهان ۲۰۱۰   |
| ۲۰                           | ایران | ۱–۳        | ژاپن | قهرمانی آسیا ۲۰۰۹           |
| ۲۱                           | ایران | ۲–۳        | ژاپن | جام بزرگ قهرمانان جهان ۲۰۰۹ |
| ۲۲                           | ایران | ۳–۰        | ژاپن | کاپ آسیا ۲۰۱۰               |
| ۲۳                           | ایران | ۳–۱        | ژاپن | قهرمانی جهان ۲۰۱۰           |
| ۲۴                           | ایران | ۱–۳        | ژاپن | بازی‌های آسیایی ۲۰۱۰         |
| ۲۵                           | ایران | ۳–۰        | ژاپن | قهرمانی آسیا ۲۰۱۱           |
| ۲۶                           | ایران | ۳–۱        | ژاپن | جام جهانی ۲۰۱۱              |
| ۲۷                           | ایران | ۳–۰        | ژاپن | انتخابی بازی‌های المپیک ۲۰۱۲ |
| ۲۸                           | ایران | ۳–۰        | ژاپن | انتخابی لیگ جهانی ۲۰۱۳      |
| ۲۹                           | ایران | ۳–۰        | ژاپن | انتخابی لیگ جهانی ۲۰۱۳      |
| ۳۰                           | ایران | ۳–۰        | ژاپن | قهرمانی آسیا ۲۰۱۳           |
| ۳۱                           | ایران | ۳–۰        | ژاپن | جام بزرگ قهرمانان جهان ۲۰۱۳ |
| ۳۲                           | ایران | ۳–۰        | ژاپن | کاپ آسیا ۲۰۱۴               |
| ۳۳                           | ایران | ۳–۱        | ژاپن | بازی‌های آسیایی ۲۰۱۴         |
| ۳۴                           | ایران | ۱–۳        | ژاپن | قهرمانی آسیا ۲۰۱۵           |
| ۳۵                           | ایران | ۳–۲        | ژاپن | جام جهانی ۲۰۱۵              |
| ۳۶                           | ایران | ۳–۱        | ژاپن | انتخابی بازی‌های المپیک ۲۰۱۶ |
| ۳۷                           | ایران | ۳–۰        | ژاپن | کاپ آسیا ۲۰۱۶               |
| ۳۸                           | ایران | ۳–۲        | ژاپن | کاپ آسیا ۲۰۱۶               |
| ۳۹                           | ایران | ۳–۱        | ژاپن | جام بزرگ قهرمانان جهان ۲۰۱۷ |
| ۴۰                           | ایران | ۱–۳        | ژاپن | لیگ ملت‌ها ۲۰۱۸              |
| ۴۱                           | ایران | ۳–۰        | ژاپن | لیگ ملت‌ها ۲۰۱۹              |
| ۴۲                           | ایران | ۱–۳        | ژاپن | جام جهانی ۲۰۱۹              |
| ۴۳                           | ایران | ۰–۳        | ژاپن | لیگ ملت‌ها ۲۰۲۱              |
| ۴۴                           | ایران | ۲–۳        | ژاپن | بازی‌های المپیک ۲۰۲۰         |
| ۴۵                           | ایران | ۳–۰        | ژاپن | قهرمانی آسیا ۲۰۲۱           |
| ۴۶                           | ایران | ۰–۳        | ژاپن | لیگ ملت‌ها ۲۰۲۲              |
| ۴۷                           | ایران | ۰–۳        | ژاپن | لیگ ملت‌ها ۲۰۲۳              |
| ۴۸                           | ایران | ۰–۳        | ژاپن | قهرمانی آسیا ۲۰۲۳           |
| ۴۹                           | ایران | ۰–۳        | ژاپن | لیگ ملت‌ها ۲۰۲۴              |
| برد ایران: ۲۲ / برد ژاپن: ۲۷ |       |            |      |                             |